# Back to the Outback - Ritorno alla natura
Back to the Outback - Ritorno alla natura è un film animato del 2021 diretto da Clare Knight e Harry Cripps, in entrambi i loro debutti alla regia, Il cast vocale include Isla Fisher, Tim Minchin, Eric Bana, Guy Pearce, Miranda Tapsell, Angus Imrie, Keith Urban e Jacki Weaver. Il film è stato distribuito su Netflix.
Il film ha avuto un'accoglienza generalmente positiva da parte della critica e del pubblico.

## Trama
All'Australian Wildlife Park di Sydney, il guardiano dello zoo Chaz Hunt ha uno spettacolo che mostra animali spaventosi e mortali dell'Outback. Maddie, una taipan dell'entroterra, appare regolarmente allo spettacolo del parco ma è temuta dal pubblico. Maddie è sostenuta da Jackie, un coccodrillo marino, che racconta a lei e ai suoi tre migliori amici Frank, un ragno imbuto, Zoe, un diavolo spinoso, e Nigel, uno scorpione marmorizzato, un luogo riconoscibile con tre montagne a cui appartengono creature come loro. Un giorno, Jackie viene allontanata dallo zoo dopo aver cercato di salvare il figlio di Chaz, Chazzie, dalla sua gabbia; il personale e gli spettatori credevano che stesse cercando di mangiarlo. Rattristata e disperata, Maddie decide di fuggire nell'Outback con i suoi compagni per trovare un posto dove vivere felici. Durante la loro fuga, Pretty Boy, un koala, cerca di avvisare la sicurezza del parco ma viene paralizzato da Nigel. Il gruppo decide di portarlo con loro, ma non prima che venga catturato da una telecamera di sicurezza che mostra segni di rabbia.
Mentre attraversano il porto di Sydney, si imbattono in Jacinta, un grande squalo bianco, che fa parte del Nucleo Operativo Orrendi Individui (NOOI) dove gli animali considerati "mostri" si aiutano a vicenda dopo aver sentito una password. Quando raggiungono Circular Quay, Pretty Boy cerca di attirare l'attenzione della città per il salvataggio, ma scopre che il mondo crede che sia morto e la sua popolarità è stata presa da un quokka, convincendolo a seguirli durante il viaggio.
Ottengono un passaggio dalla periferia esterna su un autobus da escursione che li porta alle Blue Mountains. Chaz e Chazzie li raggiungono e fanno fermare l'autobus per cercare le creature nel veicolo, ma una ragazza aborigena permette loro di fuggire. Subito dopo che Pretty Boy si sfoga su come Maddie e le altre creature hanno rovinato la sua vita, Chaz tende loro un'imboscata e quasi seda Maddie, ma Pretty Boy dice la password del NOOI, che avvisa alcuni diavoli della Tasmania della loro presenza. Dopo la fuga degli animali, Chaz rivela a Chazzie che la sua storia avventurosa e australiana di esperti di fauna selvatica era tutta una bugia e si è trasferito dalla Florida all'Australia solo dopo essere stato ispirato da spettacoli televisivi con guardiani dello zoo australiani. Decide di rimediare a Chazzie inseguendo davvero gli animali e riportandoli al parco, anche se quest’ultimo non è più sicuro della missione.
Nei giorni successivi, gli animali vengono aiutati da molte creature del NOOI nel loro viaggio verso l'Outback, mentre Pretty Boy si lega sempre di più alle creature. Una notte, Maddie canta una ninna nanna che aveva cantato al parco, la canzone è l'unico ricordo che ha di sua madre: è stata portata via dal nido quando era ancora dentro l'uovo da un’alluvione e dopo un viaggio pericoloso, è stata trovata sulla strada da Chaz. Pretty Boy rivela che anche lui è rimasto orfano, con sua madre uccisa da un'auto in movimento. Il giorno dopo, Pretty Boy trova un albero di koala e lascia le altre creature.
Maddie e gli altri raggiungono le tre montagne. Non molto tempo dopo il loro arrivo, Chaz raduna e cattura Frank, Zoe e Nigel. Chazzie si imbatte in Maddie e inizialmente ha paura di lei, ma si conforta con lei dopo aver visto che lei è spaventata quanto lui da lei. Chaz cattura anche Maddie e mette le creature in scatole nel retro di un camion, ma Chazzie libera Maddie senza che suo padre guardi. Maddie che è scoppiata a piangere per aver perso i suoi amici cerca di ottenere gli animali della terra per aiutarla a salvarli, ma inizialmente rifiutano a causa del fatto che nessuno di loro se n'era mai andato prima. Tuttavia, Pretty Boy, avendo trovato la vita con gli altri koala non così piacevole come pensava, ritorna. Lui la rincuora e le chiede di andare in soccorso dei suoi amici. Usando un camion dei pompieri, raggiungono il camion e li assalgono. Quando Maddie, Pretty Boy e le altre creature salvano Chazzie dalla caduta sul bordo di un canyon, Chaz vede pienamente queste creature come eroi e decide di lasciarli tornare allo stato brado.
Alle tre montagne, si riuniscono con Jackie, che si rivela essere il capo del NOOI ed era fuggita conoscendo alcuni trucchi per farlo e poi ha ordinato al NOOI che aveva fondato durante la sua vita di aiutare il gruppo nel loro viaggio, e tutti si riuniscono alla loro nuova vita nell'Outback.

## Produzione
Lo scrittore e regista Harry Cripps aveva precedentemente creato il concetto per il film cancellato Larrikins con la DreamWorks Animation, che avrebbe dovuto contenere anche una colonna sonora e la musica di Tim Minchin; il progetto è stato ripreso come cortometraggio intitolato Bilby nel 2018. In un'intervista con TheWrap, Cripps ha detto che Larrikins si era "concentrato sui simpatici animali, e quindi non volevo tornare indietro lungo la stessa strada, sono andato al lato oscuro". Clare Knight, la cui precedente esperienza cinematografica d'animazione include il suo lavoro come caporedattore del franchise Kung Fu Panda, ha dichiarato: "Molti dirigenti ci direbbero: 'Un serpente? I serpenti non sono abbracciabili. Il tuo guinzaglio deve essere un serpente?' Ed è stata una sfida per noi che volevamo davvero rendere questi animali attraenti".
Inizialmente, mentre Netflix era preoccupato per la "abbracciabilità del cast animale", sia Knight che Cripps hanno affermato che lavorare per l'unità di animazione del gigante dello streaming è stato positivamente paradisiaco. "È stato fantastico. Ancora una volta, siamo registi esordienti, quindi Netflix è disposto a darci una possibilità e darci una voce, quindi ci sentiamo davvero bene. Avremmo pensato che se questa fosse stata la DreamWorks, forse saremmo stati incastrati come sceneggiatori e montatori e non necessariamente ci sarebbe stata data questa possibilità. E il fatto che abbiamo raggiunto un pubblico così vasto e globale con questa grande rappresentazione dell'Australia, penso, è una cosa meravigliosa per noi".

## Colonna sonora
La colonna sonora del film è stata composta da Rupert Gregson-Williams. Il produttore esecutivo Akiva Goldsman, come regista, aveva già lavorato con Rupert in Storia d'inverno. Rupert aveva anche precedentemente composto la colonna sonora per film d'animazione come La gang del bosco, Bee Movie, Postman Pat: The Movie, Open Season: Scared Silly e Abominable.
La colonna sonora contiene quattro canzoni originali, tra cui "Hello World" di Evie Irie e "Beautifully Ugly" di Tim Minchin e Irie.
Tutte le tracce della colonna sonora sono composte da Rupert Gregson-Williams.

## Distribuzione
Il 30 novembre 2020, Netflix ha annunciato che il film avrebbe fatto il suo debutto mondiale alla fine del 2021. Nell'ottobre 2021, è stato rivelato che il film uscirà il 10 dicembre 2021. Ha anche avuto un'uscita cinematografica limitata il 3 dicembre, prima della sua uscita in streaming su Netflix.
Nella settimana successiva alla sua uscita, il film ha raggiunto la Top 10 su Netflix in 64 paesi, tra cui Australia e Stati Uniti.

### Critica
Sul sito web aggregatore di recensioni Rotten Tomatoes, ha un indice di approvazione dell'82% basato su 17 recensioni, con una valutazione media di 6,10/10. Su Metacritic, ha un punteggio medio ponderato di 58 su 100, basato su 5 critici, indicando "recensioni miste o medie".
Brad Newsome del Sydney Morning Herald ha detto che "lo splendido design dei personaggi e alcune deliziose performance vocali elevano questo gioco irregolare in CGI in cui un gruppo di "brutti" animali australiani escono da uno zoo e si dirigono verso l'outback". Anche Natalia Winkelman del New York Times è stata positiva, scrivendo: "Per quanto generico questo film sia nella premessa, c'è arguzia nei suoi dettagli e calore nel suo messaggio".
Luke Buckmaster di The Guardian è stato più critico, dicendo che "l'animazione ho-hum non entusiasmerà gli spettatori la cui età supera il loro numero di scarpe". Ha dato al film un punteggio di 2 su 5.

## Riconoscimenti
| Anno | Associazione      | Categoria                      | destinatario        | risultati |
| ---- | ----------------- | ------------------------------ | ------------------- | --------- |
| 2021 | The ReFrame Stamp | Narrative and Animated Feature | Back to the Outback | vinto     |